# جی ویلیامز
جی ویلیامز (انگلیسی: Jay Williams؛ زاده ۱۰ سپتامبر ۱۹۸۱) یک بازیکن بسکتبال اهل ایالات متحده آمریکا است.